# Lepanthes barbigera
Lepanthes barbigera är en orkidéart som beskrevs av Carlyle August Luer och L.Jost. Lepanthes barbigera ingår i släktet Lepanthes och familjen orkidéer.
Artens utbredningsområde är Ecuador. Inga underarter finns listade i Catalogue of Life.